# Synodites breviusculus
Synodites breviusculus är en stekelart som först beskrevs av Etienne Laurent Joseph Hippolyte Boyer de Fonscolombe 1849.  Synodites breviusculus ingår i släktet Synodites och familjen brokparasitsteklar. Arten är reproducerande i Sverige. Utöver nominatformen finns också underarten S. b. italicator.